# Mari Hemmer
Mari Hemmer (ur. 20 listopada 1983 w Oslo) – norweska łyżwiarka szybka.

## Życiorys
W wieku 30 lat Hemmer uczestniczyła w Zimowych Igrzyskach Olimpijskich 2014 w Soczi. Brała wówczas udział w trzech konkurencjach łyżwiarstwa szybkiego: biegu na 3000 m (14. miejsce), biegu na 5000 m (7. miejsce) i biegu drużynowego (wraz z Idą Njåtun, Hegą Bøkko i Camillą Farestveit; 7. miejsce).
Poza igrzyskami olimpijskimi Hemmer wielokrotnie brała udział w m.in. mistrzostwach Norwegii, mistrzostwach Europy w wieloboju czy mistrzostwach świata w wieloboju.
Hemmer jest również nauczycielką. Ukończyła studia na Uniwersytecie w Oslo i umie posługiwać się językami norweskim i angielskim

## Rekordy życiowe
| Dystans  | Czas     | Data              | Miejsce        |
| -------- | -------- | ----------------- | -------------- |
| 500 m    | 40,51    | 12 lutego 2011    | Calgary        |
| 1000 m   | 1.19,56  | 22 marca 2009     | Calgary        |
| 1500 m   | 1.57,52  | 19 lutego 2011    | Salt Lake City |
| 3000 m   | 4.05,98  | 15 listopada 2013 | Salt Lake City |
| 5000 m   | 7.01,02  | 18 lutego 2011    | Salt Lake City |
| 10 000 m | 14.47,49 | 20 marca 2009     | Calgary        |
| Źródło:  |          |                   |                |